# Бережанський дендропарк
Бережа́нський дендропа́рк — дендрологічний парк місцевого значення в Україні. Розташований у селі Рай Тернопільського району Тернопільської області, у кв. 24, вид. 1 Бережанського лісництва Бережанського держлісгоспу ДЛГО «Тернопільліс», у межах лісового урочища «Рай» і Раївського парку. 
Площа 5 га. Заснований 1966 р. Перебуває у віданні ДЛГО «Тернопільліс». Рішенням виконкому Тернопільської обласної ради від 14 березня 1977 № 131 Бережанському дендропарку надано статус «парк-пам'ятка садово-паркового мистецтва місцевого значення». Сучасний статус — з 1996 року. 
Тут ростуть 63 види дерев і чагарників: дуб червоний, дуб болотний, ялина срібляста, клен гостролистий, клен сріблястий та польовий, ясен пухнастий, оцтове дерево, платан, сосна звичайна, сосна чорна та сосна Веймутова, горіх маньчжурський, дугласія, спірея звичайна, магнолія падуболиста та інші.